# 安康凤丫蕨
安康凤丫蕨（学名：Coniogramme ankangensis）为裸子蕨科凤丫蕨属下的一个种。

## 扩展阅读
- 維基物種上的相關：安康凤丫蕨